# سد وادي فاطمة
يقع سد وادي فاطمة في منطقة مكة المكرمة بالمملكة العربية السعودية، وأنشئ في 1985م لتغذية المصادر الجوفية لمياه الآبار وتأمين مياه الشرب.

## موقع السد
يقع هذا السد في منطقة مكة المكرمة على وادي فاطمة (أبو حصاني). ويبعد مسافة 21 كيلومتر من قرية الجموم.

## وصف السد
- نوع السد خرساني ثقلي.
- الطول الكلي للسد 600 متر.
- مساحة منطقة التجميع 3091 كيلومتر مربع.
- تخزين السد 20 مليون متر مكعب.
- أعلى معدل للتصريف 2616 متر مكعب في الثانية.
- طول المفيض 441 متر.
- ارتفاع المفيض 15 متر.

## الهدف إقامة السد
تم تنفيذ السد بسبب الحاجة الماسة لتغذية الطبقة الرسوبية للآبار لتأمين مياه الشرب لمحافظة جدة وذلك بتغذية الآبار التي تم حفرها في منطقة خلف السد، وتغذية محطة القشاشية. وقد كان للسد دوراً مهماً لتأمين المياه قبل إنشاء محطة التحلية لمدينة جدة. ولا يزال السد يقوم بدور كبير في تأمين المياه لمدينة جدة ومكة والقرى المجاورة للسد.

## التكلفة الإجمالية للسد
بلغت التكلفة الإجمالية لتنفيذ هذا السد 78,200,000 ريال سعودي (حوالي 20,853,000 دولار أمريكي).
تم الانتهاء من تنفيذ السد في عام 1405هـ الموافق 1985.

## وصلات خارجية
- الموقع الرسمي لوزارة المياه والكهرباء السعودية
- جريدة الشرق الأوسط